# Anne Neville, duchessa di Buckingham
Anne Neville (c. 1408 – 20 settembre 1480) è stata una nobildonna inglese.
Il suo primo marito fu Humphrey Stafford, primo duca di Buckingham. Fu inoltre un'importante proprietaria terriera e collezionista di libri durante il XV secolo.

## Famiglia
Anne nacque intorno al 1408, figlia di Ralph Neville, conte di Westmoreland, e della sua seconda moglie Joan Beaufort, figlia legittimata di Giovanni di Gaunt, primo duca di Lancaster . Qualche tempo prima dell'ottobre 1424 sposò Humphrey Stafford, duca di Buckingham, erede di Edmund Stafford, quinto conte di Stafford e uno degli uomini più ricchi d'Inghilterra.
Attraverso il suo primo matrimonio, Anne divenne un importante proprietaria terriera. Gestì i patrimoni e le questioni finanziarie con un certo successo: le entrate delle sue terre in dote aumentarono notevolmente sotto la sua direzione. Da un reddito annuo di 884 sterline nel 1460, l'anno in cui rimase vedova, le entrate aumentarono del 40% fino a 1.245 sterline nel 1473, quando suo nipote Henry Stafford, secondo duca di Buckingham, raggiunse la maggiore età.
Rimase vedova nel 1460 quando Humphrey fu ucciso nella battaglia di Northampton e rimase nubile fino al 1467. In quell'anno prese come secondo marito Walter Blount, primo barone Mountjoy (morto nel 1474). Il suo testamento suggerisce che a quel tempo fosse stato stipulato un accordo prematrimoniale poiché egli lasciò ad Anne "tutti i beni che erano di suo possesso il giorno prima del nostro matrimonio o che lei aveva portato da allora o che le erano stati donati da chiunque".
Come duchessa vedova di Buckingham portò il corteo della regina consorte Elizabeth Woodville alla sua incoronazione il 26 maggio 1465.

## Collezionismo di libri
Come molte nobildonne della sua età, Anne era molto istruita ed è stata associata dagli storici al collezionismo di libri. Possedeva il Wingfield Hours, un salterio che include una preghiera che identifica Anne come proprietaria. Il suo testamento contiene una serie di libri sia in inglese che in francese. Questi furono trasmessi a sua nuora Margaret Beaufort, contessa di Stafford e figlia di Edmund Beaufort, 2º duca di Somerset. Le due donne si erano scambiate libri durante gli anni Sessanta del Quattrocento, quando Margaret e suo marito Stafford si trasferirono vicino ad Anne nel Surrey.

## Ascendenza
|                                            |                           |                                 | Genitori                                           |  |  | Nonni |  |  | Bisnonni                                 |  |  | Trisnonni                               |  |
|                                            |                           |                                 |                                                    |  |  |       |  |  | Ralph Neville, II barone Neville di Raby |  |  | Ralph Neville, I barone Neville di Raby |  |
|                                            |                           |                                 |                                                    |  |  |       |  |  | Ralph Neville, II barone Neville di Raby |  |  | Ralph Neville, I barone Neville di Raby |  |
|                                            |                           | Eupheme de Clavering            |                                                    |  |  |       |  |  | Ralph Neville, II barone Neville di Raby |  |  |                                         |  |
| John Neville, III barone Neville di Raby   |                           |                                 |                                                    |  |  |       |  |  | Ralph Neville, II barone Neville di Raby |  |  |                                         |  |
|                                            |                           | Alice de Audley                 | Hugh de Audley, I barone Audley di Stratton Audley |  |  |       |  |  |                                          |  |  |                                         |  |
|                                            |                           | Alice de Audley                 | Hugh de Audley, I barone Audley di Stratton Audley |  |  |       |  |  |                                          |  |  |                                         |  |
|                                            |                           | Alice de Audley                 | Isolde Mortimer                                    |  |  |       |  |  |                                          |  |  |                                         |  |
| Ralph Neville, I conte di Westmorland      |                           | Alice de Audley                 |                                                    |  |  |       |  |  |                                          |  |  |                                         |  |
|                                            |                           | Henry de Percy, II barone Percy | Henry de Percy, I barone Percy                     |  |  |       |  |  |                                          |  |  |                                         |  |
|                                            |                           | Henry de Percy, II barone Percy | Henry de Percy, I barone Percy                     |  |  |       |  |  |                                          |  |  |                                         |  |
|                                            |                           | Henry de Percy, II barone Percy | Eleanor FitzAlan                                   |  |  |       |  |  |                                          |  |  |                                         |  |
| Maud Percy                                 |                           | Henry de Percy, II barone Percy |                                                    |  |  |       |  |  |                                          |  |  |                                         |  |
|                                            |                           | Idoine de Clifford              | Robert de Clifford, I barone Clifford              |  |  |       |  |  |                                          |  |  |                                         |  |
|                                            |                           | Idoine de Clifford              | Robert de Clifford, I barone Clifford              |  |  |       |  |  |                                          |  |  |                                         |  |
|                                            |                           | Idoine de Clifford              | Maud de Clare                                      |  |  |       |  |  |                                          |  |  |                                         |  |
| Anna Neville, duchessa di Buckingham       |                           | Idoine de Clifford              |                                                    |  |  |       |  |  |                                          |  |  |                                         |  |
|                                            | Edoardo III d'Inghilterra | Edoardo II d'Inghilterra        |                                                    |  |  |       |  |  |                                          |  |  |                                         |  |
|                                            | Edoardo III d'Inghilterra | Edoardo II d'Inghilterra        |                                                    |  |  |       |  |  |                                          |  |  |                                         |  |
|                                            | Edoardo III d'Inghilterra | Isabella di Francia             |                                                    |  |  |       |  |  |                                          |  |  |                                         |  |
| Giovanni Plantageneto, I duca di Lancaster | Edoardo III d'Inghilterra |                                 |                                                    |  |  |       |  |  |                                          |  |  |                                         |  |
|                                            |                           | Filippa di Hainaut              | Guglielmo I di Hainaut                             |  |  |       |  |  |                                          |  |  |                                         |  |
|                                            |                           | Filippa di Hainaut              | Guglielmo I di Hainaut                             |  |  |       |  |  |                                          |  |  |                                         |  |
|                                            |                           | Filippa di Hainaut              | Giovanna di Valois                                 |  |  |       |  |  |                                          |  |  |                                         |  |
| Joan Beaufort                              |                           | Filippa di Hainaut              |                                                    |  |  |       |  |  |                                          |  |  |                                         |  |
|                                            |                           | Payne De Roet                   | …                                                  |  |  |       |  |  |                                          |  |  |                                         |  |
|                                            |                           | Payne De Roet                   | …                                                  |  |  |       |  |  |                                          |  |  |                                         |  |
|                                            |                           | Payne De Roet                   | …                                                  |  |  |       |  |  |                                          |  |  |                                         |  |
| Katherine Swynford                         |                           | Payne De Roet                   |                                                    |  |  |       |  |  |                                          |  |  |                                         |  |
|                                            |                           | …                               | …                                                  |  |  |       |  |  |                                          |  |  |                                         |  |
|                                            |                           | …                               | …                                                  |  |  |       |  |  |                                          |  |  |                                         |  |
|                                            |                           | …                               | …                                                  |  |  |       |  |  |                                          |  |  |                                         |  |
|                                            |                           | …                               |                                                    |  |  |       |  |  |                                          |  |  |                                         |  |